# Universidad Católica de Cuenca
Die Universidad Católica de Cuenca (UCACUE) ist eine katholische Privatuniversität in Cuenca in Ecuador.
Die Hochschule wurde 1970 durch den katholischen Priester César Cordero Moscoso mit Unterstützung von Manuel de Jesús Serrano Abad, Erzbischof des Erzbistums Cuenca gegründet. Weitere Niederlassungen wurden in Morona Santiago (1973), Azogues (1980) sowie in La Troncal und Cañar (1990) eröffnet.
Über 11.000 Studierende werden an folgenden Fakultäten in 23 Universitätsprogrammen, 2 Aufbaustudiengängen und 23 Zertifikatskursen unterrichtet:
- Gesundheit und Wohlfahrt
- Ingenieurwesen, Industrie- und Bauwesen
- Verwaltungswissenschaften
- Sozialwissenschaften
- Informations- und Kommunikationstechnologien
- Erziehungswissenschaften
- Land- und Forstwirtschaft, Fischerei und Veterinärwesen

## Universitätskirche La Santísima Trinidad

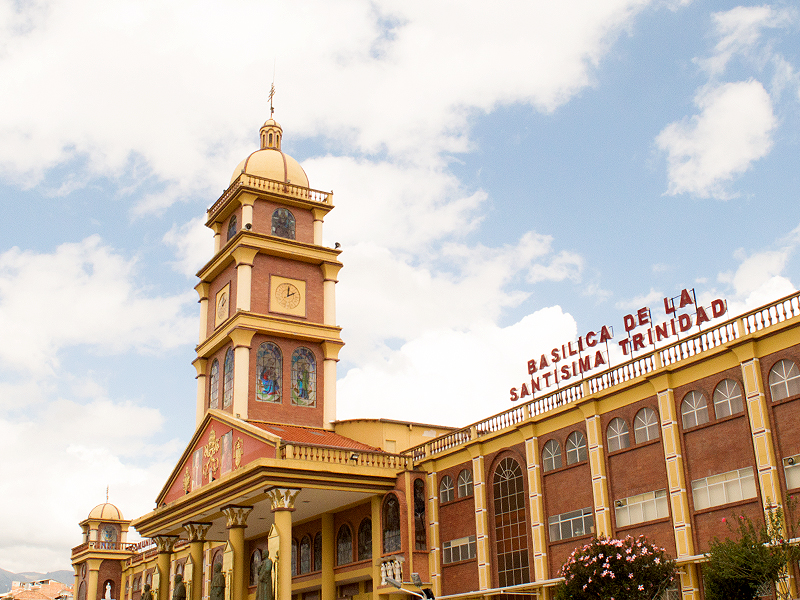
Universität mit Basilika La Santísima Trinidad

Im Mitteltrakt des Universitätscampus Humboldt liegt die Universitätskirche La Santísima Trinidad, über dem Eingangsportal erhebt sich ihr Glockenturm. Die Dreifaltigkeitskirche wurde 2009 durch Papst Benedikt XV. zur Basilica minor erhoben.